# Feodosia Kaleinikova
Feodosia Kaleinikova es una deportista soviética que compitió en remo. Ganó una medalla de bronce en el Campeonato Mundial de Remo de 1983, en la prueba de cuatro con timonel.

## Palmarés internacional
| Campeonato Mundial | Campeonato Mundial | Campeonato Mundial | Campeonato Mundial |
| Año                | Lugar              | Medalla            | Prueba             |
| ------------------ | ------------------ | ------------------ | ------------------ |
| 1983               | Duisburgo (RFA)    | Medalla de bronce  | Cuatro con timonel |